# Jorge Luis Zambrano
Jorge Luis Zambrano González (Manta, 3 de octubre de 1981-Manta, 28 de diciembre de 2020), más conocido por el alias Rasquiña, fue un narcotraficante y criminal ecuatoriano, líder de la banda delictiva conocida como Los Choneros desde 2007 hasta su asesinato en 2020.

## Vida delictiva
Se convirtió en el líder de Los Choneros luego del asesinato de su fundador, Jorge Véliz alias "Teniente España".
En 2008 fue apresado por primera vez por la policía en una operación antinarcóticos, pero fue liberado un año después al no haber recibido sentencia.
En septiembre de 2011 volvió a ser capturado por la policía, esta vez en Guayaquil por su participación en el asesinato de un hombre en la provincia de Manabí. De acuerdo a la policía, a la fecha Zambrano estaba implicado en al menos 14 asesinatos. En 2012 fue acusado de un nuevo asesinato, en esta ocasión de otro reo que estaba recluido en la misma cárcel que él.
El 11 de febrero de 2013 se fugó junto a otros 17 integrantes de Los Choneros de la Cárcel de La Roca, en Guayaquil. Para llevar a cabo la fuga inmovilizaron a 14 guías penitenciarios y escaparon por medio de botes en el río Daule. El ministro del Interior, José Serrano Salgado, anunció una recompensa de 100.000 dólares estadounidenses por la captura de Zambrano. Nueve meses después fue detenido en un sector exclusivo de la ciudad de Bogotá por la policía colombiana y extraditado de regreso a Ecuador. Fue seguidamente llevado al Centro de Privación de Libertad Zonal 8, considerado en ese entonces como la cárcel más segura del país.
En 2015 fue sentenciado como cómplice de asesinato a una pena de ocho años, pero dos años después fue declarado coautor del delito y la pena subió a veinte años. Sin embargo, en 2019 un juez volvió a cambiar la pena, esta vez a siete años. Durante su estadía en prisión continuó manejando las operaciones delictivas de la organización. En 2019 fue acusado de haber estado involucrado en el ingreso de una ambulancia falsa a la cárcel de Guayaquil, la misma que transportaba un refrigerador, armas de fuego y botellas de licor. Sin embargo, meses después fue desvinculado del proceso por falta de pruebas.
En junio de 2020 fue liberado de la Centro de Rehabilitación Social de Cotopaxi luego de que la jueza Alzira Benítez aceptara su petición para acceder a la prelibertad por haber cumplido más del 90% de su pena, hecho por el cual el Consejo de la Judicatura inició un sumario disciplinario contra la jueza Benítez. Tras su salida inició una disputa por el control de Los Choneros con otros dos integrantes de la organización.
Un mes después de salir en libertad, la Universidad Técnica Particular de Loja le otorgó el título de abogado, que Zambrano obtuvo por medio de estudios a distancia durante su estadía en prisión.

## Fallecimiento
El 28 de diciembre de 2020 fue asesinado en una cafetería de un centro comercial de Manta por un desconocido que disparó a quemarropa contra él. Zambrano había acudido al lugar en compañía de su esposa y su hija, además de personal que le ofrecía protección, pero su atacante aprovechó el momento en que sus acompañantes se retiraron para interceptarlo. El incidente provocó la evacuación del centro comercial. Un día después del hecho la policía anunció que investigaba una posible relación entre el asesinato de Zambrano y el del ingeniero y político ecuatoriano Patricio Mendoza (1965-2020), ocurrido días antes en la ciudad de Quevedo en la Provincia de Los Ríos.